# 賀島長昌
賀島 長昌（かしま ながまさ）は、戦国時代の武将。阿波徳島藩家老賀島家初代当主。父は織田家家臣・賀島長重。正室は蜂須賀正勝の娘・奈良姫。子は賀島政慶、山田宗登室、益田長行室、益田正高室。通称は弥右衛門。

## 生涯
父・帯刀長重は元駿河今川義元の家臣で、主君義元と争い駿河を退去し、尾張の織田信長に仕えた。長昌も、父と同じく信長に仕えて、戦場で武功を立て、尾張や美濃に知行を給された。
天正10年（1582年）、本能寺の変で主君信長が死去すると、天正13年（1585年）に妻・奈良姫の兄である蜂須賀家政を頼って阿波に来た。家政より1万石を与えられ徳島城を預けられたが、天正16年7月4日（1588年8月25日）に死去した。

## 系譜
- 父：賀島長重
- 母：不詳
- 正室：奈良姫 - 蜂須賀正勝の娘
  - 息子：賀島政慶
  - 娘 - 山田宗登正室
  - 娘 - 益田長行正室
  - 娘 - 益田正高正室